# Voireuze
La Voireuze est un ruisseau qui coule dans les deux départements du Cantal et de la Haute-Loire. Elle prend sa source dans les monts du Cézallier, au cœur du parc naturel régional des Volcans d'Auvergne. C'est un affluent en rive gauche de l’Alagnon donc un sous-affluent de la Loire par l'Allier.

## Géographie
La Voireuze est un ruisseau dont le nom change tout au long de son parcours. Elle prend son nom définitif au village du Breuil situé sur la commune de Leyvaux.
L’ensemble des sources possibles sont situées au sud du signal du Luguet, point culminant des monts du Cézallier.
Le ruisseau de Vins-Haut qui prend sa source au pied de la roche de Piroux (1 364 mètre) et le ruisseau de Bostberthy qui prend sa source au mont de Chanusclade (1 307 mètres) se rejoignent à Bosberthy pour former le ruisseau du Barthonnet. Ce dernier dévale les monts du Cézallier en direction Est sur plus de 6 kilomètres. Il rejoint le ruisseau de Leyvaux au niveau du village du Breuil et prend le nom de Voireuze.
La rivière garde son nom sur environ 8 km, jusqu’à son embouchure avec l’Alagnon au Babory de Blesle.
Son parcours total est de 11,4 kilomètres.

### Communes traversés
D'amont en aval, la Voireuze traverse trois communes : Leyvaux (département du Cantal,  arrondissement de Saint-Flour) puis Saint-Étienne-sur-Blesle et Blesle (départements de la Haute-Loire, arrondissement de Brioude).

### Bassin versant
La Voireuze traverse une seule zone hydrographique La Voireuze & ses affluents (K257) de 68 km2 de superficie. Le bassin versant est constitué à 64,95 % de forêts et milieux-semi-naturels, à 34,76 % de territoires agricoles, et à 0,41 % de territoires artificiels.

## Affluents
La Voireuze a neuf affluents référencés dont :
- le Saroil, 2,1 km sur les deux communes de Anzat-le-Luguet, et Leyvaux
- les Trois Sauts, 1,2 km sur la seule commune de Leyvaux avec un affluent :
  -  ?, 0,4 km sur les deux communes de Leyvaux et Saint-Étienne-sur-Blesle.
- le Barthonnet, ou ruisseau de Bostbarty, 8,3 km sur les quatre communes de Anzat-le-Luguet, Leyvaux, Moledes, Laurie avec trois affluents :
  - le Vens-Haut, 2,6 km sur la seule commune de Anzat-le-Luguet avec un affluent :
    - le ruisseau des Près 1,2 km sur la seule commune de Anzat-le-Luguet.

  - l'Archer, 5,3 km sur les deux communes de Anzat-le-Luguet et Leyvaux avec un affluent :
    - le ruisseau de la Ravelle, 4,4 km sur la seule commune de Anzat-le-Luguet avec deux affluent :
      -  ? 0,8 km sur la seule commune de Anzat-le-Luguet.
      -  ? 0,7 km sur la seule commune de Anzat-le-Luguet.

  -  ? 0,8 km sur la seule commune de Leyvaux.
- ? (rg), 1 km sur les deux communes de Leyvaux et Saint-Étienne-sur-Blesle.
- ? (rd), 0,5 km sur la seule communes de Saint-Étienne-sur-Blesle.
- le Saillus,
- le Gazanne, ou ruisseau la Ribeyre, ou ruisseau de Lussaud, 11 km sur les trois communes de Moledes, Laurie et Saint-Étienne-sur-Blesle.
- le ruisseau de Lanat (rg), 2,3 km sur les deux communes de Blesle et Autrac.
- le Merdan, ou ruisseau de Pradelles, ou ruisseau la Bellan (rg), 8,2 km sur les trois communes de  Blesle, Leyvaux et Autrac avec deux affluents :
  - le ruisseau du Bos, 1,7 km sur la seule commune de Blesle avec un affluent :
    - le ruisseau de la vigne, 2,2 km sur la seule commune de Blesle

  - le ruisseau du Montel, 1,2 km sur la seule commune de Blesle

Le rang de Strahler est donc de cinq par le Barthonnet, l'Archer, le ruisseau de la Ravelle et ?.